# Голубєв Сергій Сергійович
Сергій Сергійович Голубєв (народився 23 вересня 1987 у м. Горькому, СРСР) — білоруський хокеїст, нападник. Виступає за «Динамо-Молодечно» у Білоруській Екстралізі. 
Виступав за ХК «Вітебськ-2», ХК «Вітебськ», ХК «Ліда».